# 维里希
维里希是德国莱茵兰-普法尔茨州的一个市镇。总面积4.33平方公里，总人口149人，其中男性67人，女性82人（2011年12月31日），人口密度34人/平方公里。